# Горленко Данило Леонтійович
Данило Леонтійович Горленко (18 квітня 1905, місто Семенівка, тепер Новгород-Сіверського району Чернігівської області — ?) — український радянський партійний діяч.

## Життєпис
Член ВКП(б).
Перебував на відповідальній партійній роботі.
У травні — листопаді 1938 року — секретар Полтавського обласного комітету КП(б)У.
З листопада 1938 до 1939 року — 2-й секретар Полтавського міського комітету КП(б)У.
З січня 1940 до 1941 року — начальник управління легкої промисловості виконавчого комітету Полтавської обласної ради депутатів трудящих.
З липня 1941 року — в Червоній армії, учасник німецько-радянської війни. Перебував на політичній роботі в 498-му стрілецькому полку 132-ї стрілецької дивізії. У серпні 1941 року стрілецький полк був оточений німецькими військами, Данило Горленко потрапив до полону.
У 1945 році звільнений із полону. До 29 вересня 1945 року лікувався у військовому госпіталі.

## Звання
- старший політрук
- капітан